# Norton Canes
Norton Canes est un village et une paroisse civile du Staffordshire, en Angleterre.